# Ararapira
Ararapira é um distrito localizado no município de Guaraqueçaba, litoral norte do estado do Paraná.

## História

### Origem
O vilarejo é uma localidade história, sendo que a vila São José do Ararapira foi uma das vinte vilas fundadas pela coroa portuguesa na então Capitania de São Paulo no século XVIII. Sua disposição no espaço geográfico é vista no livro  “Imagens de Vilas e Cidades do Brasil Colonial”, de Nestor Goulart Reis, da coleção Uspiana – Brasil 500 anos, como “um modesto exemplo do empenho civilizatório e modernizador da administração pombalina, que levava à fixação de padrões de regularidade nos traçados do urbanismo e da arquitetura, mesmo em pequenas povoações”.
Segundo Antônio Paulino de Almeida, no artigo “Sabaúna, Vila Nova de Lage e Ararapira”, publicado na Revista do Arquivo Municipal em 1952, “sua população era constituída, em parte, por índios de uma antiga aldeia e, em parte, por moradores de áreas rurais mais próximas”.
A história de Ararapira perde-se no tempo da história do Brasil. Um indício disso é o testemunho de Hans Staden, o arcabuzeiro da expedição espanhola do almirante Diogo de Sanábria, que chegou ao Brasil em 1547.
Em seu célebre livro “Duas Viagens ao Brasil”, este aventureiro alemão conta como quase por milagre entraram na barra do Superagui, num dia de tempestade. E como nesta baía ao Sul da hoje ilha de Superagui “durante a noite aproximou-se de  novo uma canoa repleta de homens, dentre os quais estavam dois portugueses, que nos perguntaram de onde vínhamos”.
Antes de serem expulsos do Brasil, os jesuítas estiveram no istmo de Superagui, que é mencionado nas cartas de Anchieta como Supraya - caminho para o Paraguai.
Ararapira localizava-se num ponto estratégico: meio caminho entre Iguape e Paranaguá, passagem obrigatória de todos os viajantes entre São Paulo e Curitiba. Entreposto, Ararapira cresceu e prosperou com o comércio da região até meados do século XIX, enquanto Iguape era um porto mais importante e com mais movimento do que Santos.

### Transferência para o Paraná
A vila chegou a ser disputada entre os estados de São Paulo e Paraná devido a sua posição estratégica. Sem um consenso entre Paraná e São Paulo sobre a parte terrestre que faria a divisa entre os estados, o Governo Federal acabou intervindo no ano de 1920, de forma a acabar com as disputas intermináveis que se fixaram em marcos como relevos e limites municipais.
Com essa intervenção, ficou estabelecido que a linha divisória fosse a partir do litoral dos dois estados, onde a vila de Ararapira, então pertencente a Cananéia, passou a fazer parte do município de Guaraqueçaba.

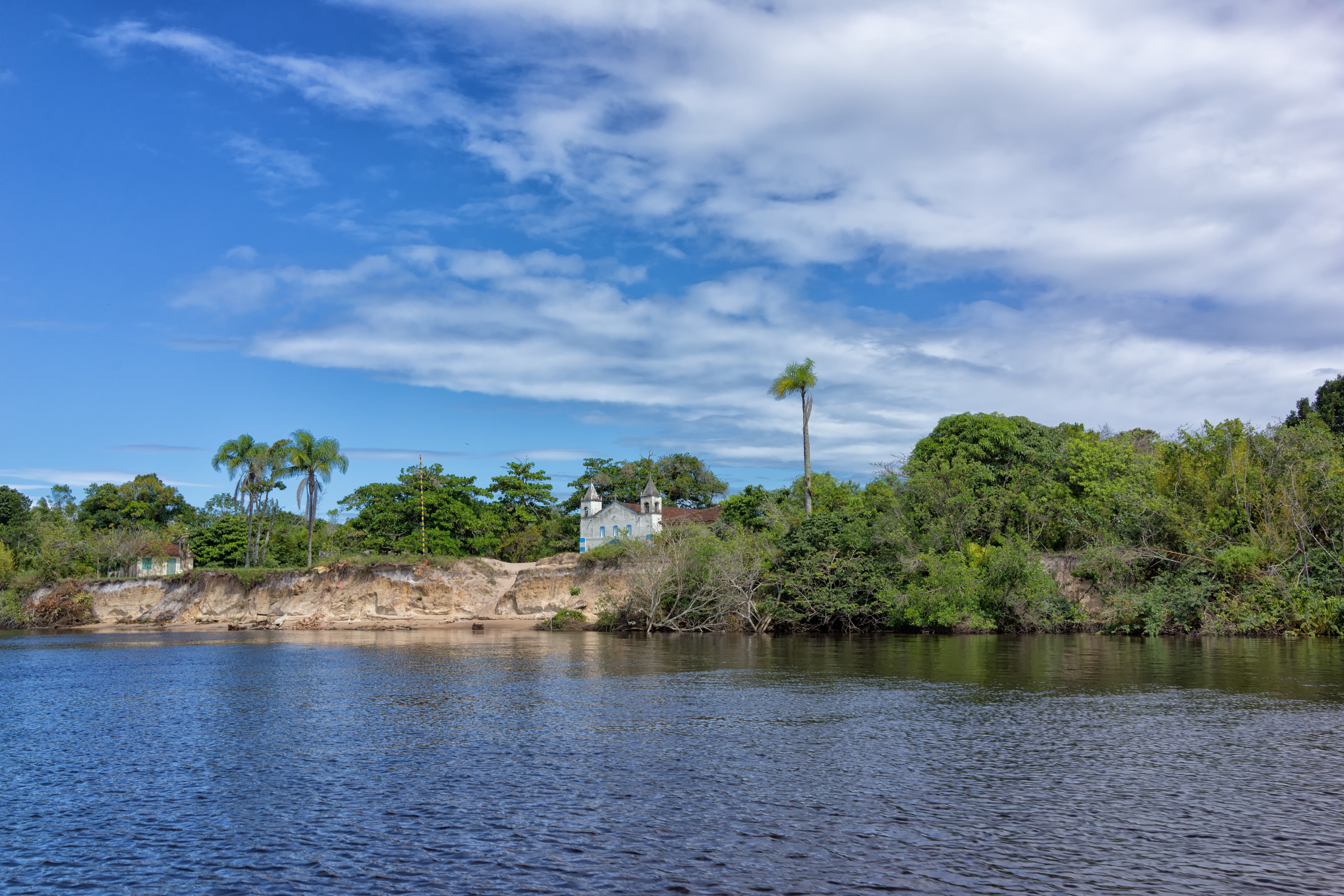
Vista da vila.

Os então moradores de Ararapira, paulistas por nascimento, se revoltaram. Descontentes com a anexação da vila ao Paraná, a maior parte dos ararapirenses se estabeleceu em território paulista, onde foi fundada a vila de Ariri.
Nos anos trinta a vila, já pertencente ao Paraná, era habitada por cerca de 500 famílias e servida por diversas casas de comércio e padarias. Um motor a diesel fornecia energia. E as festas eram as mais animadas e concorridas da região.
As estradas pelo interior absorveram todo o tráfego entre São Paulo e Curitiba. O canal do Varadouro foi aberto na década de 1940, aumentando a ação erosiva que engoliu parte da vila. E o regime das marés continuou roubando as casas da vila.

### Atualidade
Ao contrário do que muitas vezes é divulgado, São José do Ararapira nunca foi completamente abandonada. A vila manteve-se ao longo dos anos frequentada e cuidada por antigos moradores e seus descendentes, que preservam suas casas, mantêm o cemitério em uso e realizam atividades comunitárias. As construções seguem conservadas, com diversas casas pintadas e em bom estado, resultado do esforço de famílias ligadas à história da vila.
A tradicional Festa de São José, padroeiro da vila, continua sendo celebrada anualmente no mês de março, reunindo a comunidade local e visitantes em uma importante manifestação cultural e religiosa.
Nos últimos anos, alguns desses antigos moradores passaram a residir de forma permanente na vila, consolidando uma presença fixa que reforça a continuidade da vida comunitária no local.
Além disso, a presença de turistas e pesquisadores também é estimulada pela localização estratégica da vila entre o Parque Nacional de Superagüi e o Parque Estadual da Ilha do Cardoso, bem como pelo interesse histórico e cultural que a região desperta.

### Formação administrativa
- A Lei nº 1.073 de 21/08/1907 cria o distrito de Ararapira no município de Cananéia, estado de São Paulo.[7][8]
- A Lei nº 1.736 de 27/09/1920 fixa as divisas do estado de São Paulo com as do Paraná, e com isso Ararapira passou a integrar o município de Guaraqueçaba, estado do Paraná.[9][10][11]
- Pelo Decreto-Lei º 7.573 de 20/10/1938 o município de Guaraqueçaba foi extinto, sendo seu território, incluindo Ararapira, anexado ao município de Paranaguá.[12]
- Pela Lei nº 790 de 14/11/1951 o distrito de Ararapira é desmembrado de Paranaguá e reincorporado ao município de Guaraqueçaba.[12]

## Geografia

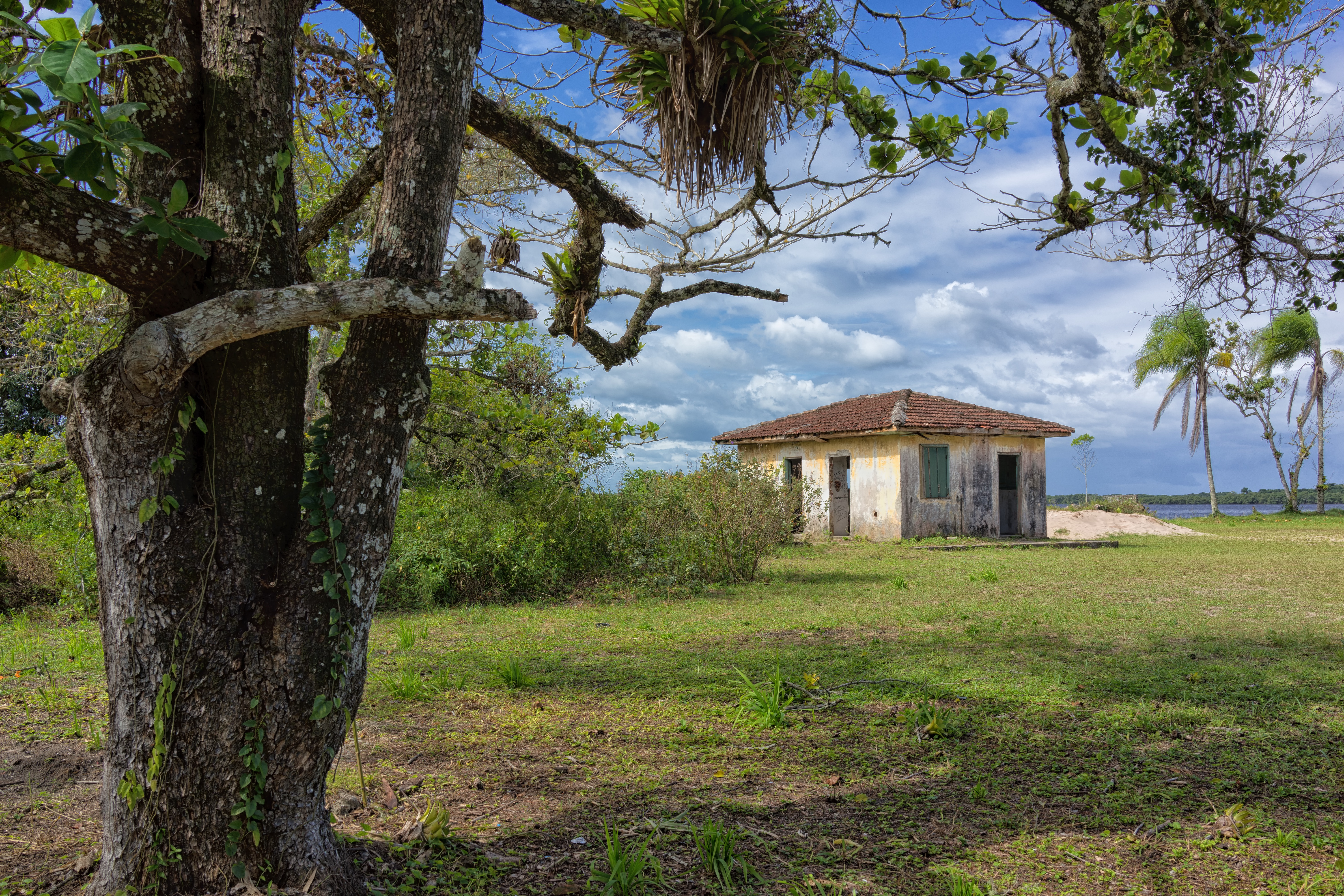
Aspecto da vila.

### Localização
Ararapira localiza-se no extremo leste do estado do Paraná, na divisa com o estado de São Paulo.

### População
De acordo com o Instituto Brasileiro de Geografia e Estatística (IBGE), sua população no ano de 2010 era de 223 habitantes.

### Hidrografia
- Rio Ararapira
- Canal do Varadouro